# Chris Coghlan
Christopher B. Coghlan (ur. 18 czerwca 1985) – amerykański baseballista występujący na pozycji zapolowego.

## Przebieg kariery
Coghlan studiował na University of Mississippi, gdzie w latach 2004–2005 grał w drużynie uniwersyteckiej Ole Miss Rebels. W 2006 został wybrany w pierwszej rundzie draftu z numerem 36. przez Florida Marlins i początkowo występował w klubach farmerskich tego zespołu, między innymi w New Orleans Zephyrs, reprezentującym poziom Triple-A. W Major League Baseball zadebiutował 8 maja 2009 w meczu przeciwko Colorado Rockies, w którym zaliczył dwa uderzenia i zdobył runa.
W sezonie 2009 miał w National League najlepszą spośród debiutantów średnią uderzeń, zaliczył najwięcej uderzeń i wszystkich baz ogółem, a także miał najlepszy wskaźnik on-base percentage i otrzymał nagrodę MLB Rookie of the Year Award. W lipcu 2010 odniósł kontuzję lewego kolana, która uniemożliwiła mu regularne występy w sezonie 2011. W 2012 z powodu słabych wyników w MLB, rozegrał 84 mecze w New Orleans Zephyrs z Triple-A.
W styczniu 2014 podpisał niegwarantowany kontrakt z Chicago Cubs. Po rozegraniu 24 meczów w Iowa Cubs z Triple-A, z powodu kontuzji Ryana Sweeneya został przesunięty do pierwszego zespołu. 25 lutego 2016 przeszedł do Oakland Athletics za miotacza Aarona Brooksa. W czerwcu 2016 powrócił do Chicago Cubs, z którym zdobył tytuł World Series.
W lutym 2017 podpisał niegwarantowany kontrakt z Philadelphia Phillies. 1 kwietnia 2017 został zawodnikiem Toronto Blue Jays.

## Nagrody i wyróżnienia
| Nagroda/wyróżnienie         | Lata | Źródło |
| NL Rookie of the Year Award | 2009 | [ 2 ]  |
| Zwycięzca w World Series    | 2016 | [ 12 ] |